# 自由と公正党
自由と公正党または自由公正党（じゆう[と]こうせいとう、アラビア語: حزب الحرية والعدالة、英語: Freedom and Justice Party）は、エジプトにかつて存在した政党。本部はカイロ・ローダ島に置かれていた。党首はムハンマド・サアド・カタートニー、副党首は、イサーム・エル＝エリヤーン。幹事長はフセイン・イブラヒーム。2011年のエジプトにおける革命でホスニー・ムバーラク政権が倒れた直後の2月21日、ムスリム同胞団が結成を発表したが、正式に発足したのは同年6月6日である。
2014年8月9日、最高裁判所によって非合法化され、全議席を喪失した。

## 近年の動向
2011年から2012年1月にかけて行われた人民議会（下院）選挙で、第一党となった（公選498議席中235議席、うち比例代表枠127議席）。また2012年1月から2月にかけて行われたシューラー議会（上院）選挙では公選180議席（全体では270議席）中105議席を獲得した。
2012年3月31日、エジプト大統領選挙に同胞団幹部のハイラト・シャーテルを擁立することを発表したが、失格となったため、党首のムハンマド・ムルシーを立てて大統領選を戦うことになった。ムルシーは第1回目の投票で24.77％の票を獲得し1位となり、決選投票で勝利。これに伴い、ムルシーは同胞団、党役職から全て退いた。
2012年8月に発足したヒシャーム・カンディール内閣には自由公正党から4人が入閣した。
2012年10月19日、ムハンマド・ムルシーの大統領就任後空位となっていた党首の選挙が行われ、元人民議会議長のムハンマド・サアド・エル＝カタートニーが864票中581票を獲得し党首に選出された。
2013年1月、カンディール内閣の改造が行われ、自由公正党の閣僚は全閣僚35人のうち8人となった。
2013年エジプトクーデターでムルシー政権が倒されると、党首のムハンマド・サアド・カタートニーなどの自由公正党幹部が拘束された。
2014年8月9日、最高裁判所が自由公正党の解散と資産没収の判決を下した。

## 党の性質
人民議会において獲得した235議席には、自由公正党を中心とする政党連合「エジプト民主連合」でともに戦ったナセル主義の尊厳党（カラーマ党）、世俗系のアイマン・ヌール率いる革命の明日党などの議席も含まれて居るほか、選挙期間中には、同胞団より遙かに厳格なサラフィー主義の候補に対してコプト教徒を支持した事もあった。日本メディアなどではムスリム同胞団系であることをもって「イスラム原理主義」と表現されるケースが見受けられるが、これらの事実からも分かるように、実際には極めて柔軟でプラグマティックな面をもつ政党である。
なお、一般的にアジアや米欧の主要英語メディアにおいて、同党や同胞団が”ファンダメンタリスト”（原理主義者）と表現されることは殆どない。